# Juankoski
Juankoski [ˈjuɑŋˌkoski] (schwedisch historisch Strömsdal)
ist eine ehemals selbstständige Stadt in der finnischen Landschaft Nordsavo. Seit 2017 gehört sie zur Stadt Kuopio. Juankoski liegt etwa 40 km von Kuopio und 90 km von Joensuu entfernt.

## Überblick
Die Gemeinde hatte zuletzt 4795 Einwohner (Stand 31. März 2016) und umfasste 586,35 Quadratkilometer, davon 120,99 Quadratkilometer Wasserflächen. Es wird fast durchgehend finnisch gesprochen.
Gemeinsam mit der Stadt Nilsiä liegt Juankoski im 280 Hektar großen Pisa Nature Reserve, wo die alten Grenzsteine von 1595 zwischen Schweden und Russland zu sehen sind.
Im 18. Jahrhundert wurde mit dem industriellen Abbau von Eisenerz begonnen, heutzutage erinnern übriggebliebene Hochöfen und das Museum „Masuuni Brunou“ daran. Bedeutendster Wirtschaftsfaktor ist die holzverarbeitende und Papierindustrie. Auch der Tourismus ist nicht unbedeutend, im Sommer wirbt man mit Erholung in der Seenlandschaft, im Winter mit Skiaktivitäten.

## Politik

### Stadtrat
Die stärkste politische Kraft in Juankoski im letzten Stadtrat war die Zentrumspartei. Bei der Kommunalwahl 2012 erhielt sie mehr als 40 % der Stimmen. Im Stadtrat, der höchsten Entscheidungsinstanz in lokalen Angelegenheiten, stellte sie 12 von 27 Abgeordneten, verlor aber die absolute Mehrheit der Mandate. Die beiden anderen großen Parteien des Landes, die Sozialdemokraten und die Nationale Sammlungspartei spielen mit fünf bzw. einem Sitz im Stadtrat eine geringere Rolle als in anderen Regionen Finnlands. Ebenfalls im Stadtrat vertreten waren die rechtspopulistischen Wahren Finnen mit fünf sowie das Linksbündnis und die Christdemokraten mit jeweils zwei Abgeordneten.
| Partei                    | Wahlergebnis 2012 | Sitze   |
| ------------------------- | ----------------- | ------- |
| Zentrumspartei            | 42,93 % (−5,4)    | 12 (−2) |
| Wahre Finnen              | 17,8 % (−2,5)     | 5 (±0)  |
| Sozialdemokraten          | 17,5 % (−0,2)     | 5 (±0)  |
| Linksbündnis              | 8,5 % (+1,0)      | 2 (±0)  |
| Nationale Sammlungspartei | 6,5 % (+1,9)      | 1 (±0)  |
| Christdemokraten          | 4,9 % (+3,2)      | 2 (+2)  |
| Andere                    | 2,0 % (+1,0)      | 0 (±0)  |

## Söhne und Töchter
- Kaarlo Lappalainen (1877–1965), Sportschütze
- Juice Leskinen (1950–2006), Musiker
- Vuokko Kekäläinen, Opernsängerin
- Sanna Matinniemi, Opernsängerin